# Лук Чертерис
Лук Чертерис (енгл. Luke Charteris; 9. март 1983) професионални је рагбиста и репрезентативац Велса који тренутно игра за Расинг 92 у Топ 14.

## Биографија
Висок 209 цм, тежак 129 кг, пре Расинга Чертерис је играо за Њупорт РФК, Њупорт Гвент Дрегонс и Перпињан. За репрезентацију Велса је до сада одиграо 61 тест меч.